# Otto M. Møller

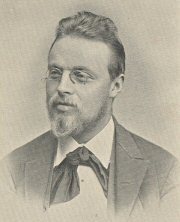
Otto M. Møller.

Otto Martin Møller, född den 3 oktober 1860 i Köpenhamn, död där den 25 maj 1898, var en dansk författare. 
Utöver läroböcker i spanska och portugisiska, i vilka språk han var translator, utgav han från 1882 till sin död en rad skönlitterära arbeten, mest romaner och berättelser av lättare sort. Högre strävade han i böcker som Reformatoren fra Galilæa (1884), som väckte uppmärksamhet genom en djärv behandling av ett nytestamentligt ämne, och Af Elskovs Naade (1896), men han uppnådde aldrig den konstnärliga utveckling, som kunde säkra hans namn en bestående plats i litteraturens historia. Mest läst blev Guld og Ære (1895, ny upplaga 1901), en fantastisk "vetenskaplig" framtidsroman, som översattes till flera främmande språk.